# Văn minh Mycenae
Văn minh Mycenae hay Hy Lạp thời kỳ Mycenae là giai đoạn cuối cùng của thời đại đồ đồng tại Hy Lạp, kéo dài từ khoảng năm 1750 TCN - 1050 TCN. Giai đoạn Mycenae là đại diện đầu tiên của nền văn minh Hy Lạp tiên tiến và đặc sắc với tổ chức nhà nước tập trung, quy hoạch đô thị, các tác phẩm nghệ thuật và hệ thống chữ viết. Người Mycenae là những thổ dân Hy Lạp, do sự tiếp xúc lâu đời với văn minh Minos đảo Crete và các văn hóa Địa Trung Hải mà phát triển một nền văn hóa chính trị xã hội tinh vi hơn mang bản sắc của riêng họ. Di chỉ định danh nền văn minh này là thành cổ Mycenae. Một số trung tâm dân cư lớn khác phải kể đến là Pylos, Tiryns, Midea ở Peloponnese, Orchomenos, Thebes, Athens ở miền Trung Hy Lạp và Iolcos ở Thessaly. Một số nơi chịu ảnh hưởng của văn hóa Mycenae hoặc có các khu định cư của người Mycenae là Epirus, Macedonia, nhiều đảo ở Biển Aegean, bờ biển phía tây nam của Tiểu Á, Levant, Síp, và Ý.
Người Hy Lạp Mycenae đã có nhiều phát kiến mới mẻ trong lĩnh vực kỹ thuật, kiến trúc và cơ sở hạ tầng quân sự, đi đôi với nền kinh tế dựa chủ yếu vào mạng lưới thương mại rộng lớn bao phủ vùng Địa Trung Hải. Hệ chữ âm tiết Linear B của họ cung cấp cho ta những bằng chứng đầu tiên về tiếng Hy Lạp Ấn-Âu. Tôn giáo của họ đã bao gồm sẵn một số vị thần xuất hiện sau này trong Hệ thống thần Hy Lạp cổ điển. Xã hội Hy Lạp giai đoạn Mycenae bị chi phối bởi giới tinh hoa chiến binh, và thực chất là một mạng lưới các thị quốc lấy cung điện làm trung tâm, có điểm chung là hệ thống phân tầng, chính trị, xã hội và kinh tế rất phát triển. Thể chế chính trị của văn minh Mycenae là chế độ quân chủ, với người đứng đầu là Anax (tương đương vua).
Văn minh Mycenae suy tàn sau sự sụp đổ Thời đại đồ đồng tại khu vực miền đông Địa Trung Hải. Giai đoạn Mycenae được tiếp nối bởi giai đoạn tăm tối (không có bất cứ văn liệu nào sót lại từ giai đoạn này), chuyển tiếp sang thời kỳ Cổ điển với các thành bang phi tập trung hóa và sự áp dụng công cụ bằng sắt vào sản xuất. Nguyên nhân của sự sụp đổ Mycenae vẫn chưa sáng tỏ, có thuyết cho rằng đó là do các cuộc xâm lăng của người Dorian hoặc "Hải nhân", có thuyết thì cho rằng là do sự biến đổi khí hậu. Thời kỳ Mycenae là bối cảnh của nhiều tác phẩm văn học và thần thoại Hy Lạp cổ điển, bao gồm huyền tích cuộc chiến thành Troia rất nổi tiếng.

## Niên biểu
Thời đại đồ đồng tại lục địa Hy Lạp thường được các nhà khảo cổ học hiện đại đặt tên là "thời kỳ Hellas" (Helladic period) theo danh xưng Hellas của người Hy Lạp. Thời kỳ này được chia thành ba phân kỳ: Hellas Sớm (EH hay Early Helladic, từ khoảng 3200–2000 TCN) là giai đoạn thịnh vượng gắn liền với sự áp dụng kim khí vào sản xuất và sự phát triển của công nghệ, kinh tế và tổ chức xã hội. Hellas Trung (MH hay Middle Helladic, từ khoảng 2000–1700/1675 TCN ) là giai đoạn phát triển trì trệ, gắn liền với các ngôi nhà kiểu-megaron và các khu chôn cất bằng mộ đá khoét (cist grave). Phần cuối của Hellas Trung được gọi là Hellas Trung III (từ khoảng 1750–1675 TCN), cùng với giai đoạn Hellas Muộn tiếp sau (LH hay Late Helladic, từ khoảng 1700/1675–1050 TCN), gần như trùng khớp với thời kỳ văn minh Mycenae.
Hellas Muộn được phân tiếp thành LHI và LHII, trùng với giai đoạn giữa của văn minh Mycenae (từ khoảng 1700/1675–1420 TCN), tức là giai đoạn bành trướng, và thời kỳ LHIII (từ khoảng 1420–1050 TCN), tức là giai đoạn suy tàn của văn minh Mycenae. Thời kỳ chuyển tiếp từ đồ đồng sang đồ sắt ở Hy Lạp được gọi là Cận-Mycenae (Sub-Mycenaean, từ khoảng 1050–1000 TCN).
Nghiên cứu mới đây của Alex Knodell (2021) cho rằng người Mycenae bắt đầu thôn tính Peloponnesos kể từ Hellas Trung III (khoảng 1750–1675 TCN), và đề xuất chia Mycenae thành ba giai đoạn văn hóa: Mycenae Sớm (Early Mycenaean, khoảng 1750–1400 TCN), Đồ đồng Cung điện (Palatial Bronze Age, khoảng 1400–1200 TCN), và Đồ đồng Hậu cung điện (Postpalatial Bronze Age, khoảng 1200–1050 TCN).
Giai đoạn Mycenae Sớm (k. 1750-1400 TCN):
| Thời kỳ đồ gốm   | Niên đại TCN      |
| ---------------- | ----------------- |
| Hellas Trung III | 1750/20-1700/1675 |
| Hellas Muộn I    | 1700/1675-1635/00 |
| Hellas Muộn IIA  | 1635/00-1480/70   |
| Hellas Muộn IIB  | 1480/70-1420/10   |

Giai đoạn Đồ đồng Cung điện (k. 1400-1200 TCN):
| Thời kỳ đồ gốm    | Niên đại TCN      |
| ----------------- | ----------------- |
| Hellas Muộn IIIA1 | 1420/10-1390/70   |
| Hellas Muộn IIIA2 | 1390/70-1330/15   |
| Hellas Muộn IIIB  | 1330/15-1210/1200 |

Giai đoạn Đồ đồng Hậu cung điện (k. 1200-1050 TCN):
| Thời kỳ đồ gốm           | Niên đại TCN      |
| ------------------------ | ----------------- |
| Hellas Muộn IIIC (Sớm)   | 1210/1200-1170/60 |
| Hellas Muộn IIIC (Trung) | 1170/60-1100      |
| Hellas Muộn IIIC (Muộn)  | 1100-1070/40      |

## Lược sử

### Giai đoạn Mycenae Sớm và thời kỳ Mộ Hầm (k. 1750–1400 TCN)

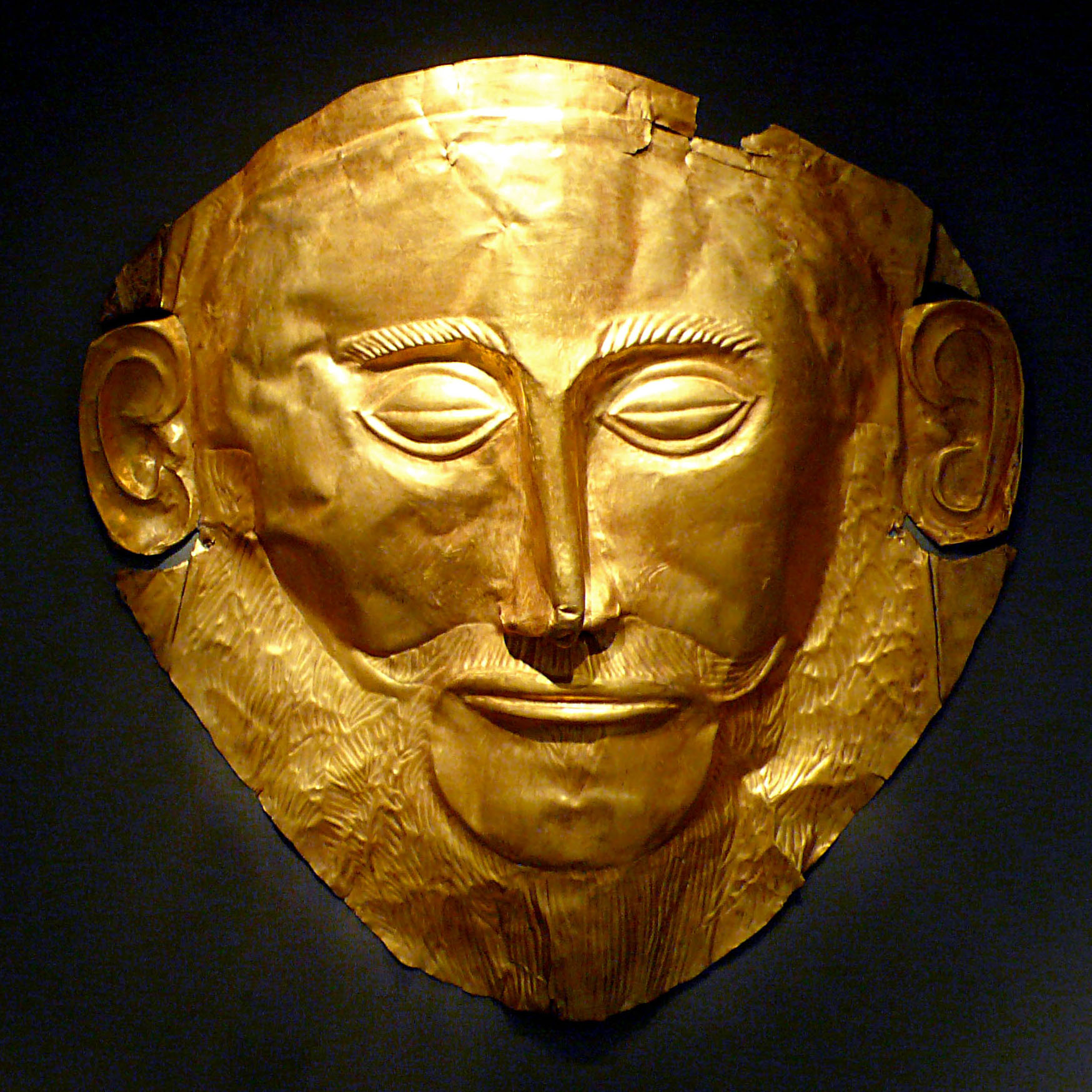
Mặt nạ tang lễ, có biệt danh là Mặt nạ Agamemnon, Vòng mộ A, Mycenae, thế kỷ thứ 16 TCN, có lẽ là cổ vật nổi tiếng nhất của giai đoạn Hy Lạp Mycenae.

Hiện có rất nhiều giả thuyết khác nhau về nguồn gốc của văn minh Mycenae. Một giả thuyết cho rằng nền văn minh Mycenae là kết quả của sự áp đặt văn hóa ngoại lai lên văn hóa thổ dân tiền-Mycenae sau sự xâm lăng của người Ấn-Âu từ thảo nguyên Á-Âu. Tuy nhiên, vào thời kỳ đồ đồng, văn hóa vật chất tại khu vực biển Aegea và văn hóa vật chất tại các vùng thảo nguyên phía bắc khác biệt nhau rất lớn. Một giả thuyết khác cho rằng văn hóa Mycenae ở Hy Lạp xuất hiện từ khoảng năm 3.000 TCN sau khi người Ấn-Âu di cư vào khu vực dân số thưa thớt; có thuyết cho rằng thời kỳ Mycenae đã xuất hiện từ tận thiên niên kỷ 7 TCN (cùng với sự lan rộng của nông nghiệp), nhưng cũng có ước tính khiêm tốn hơn kiểu như 1.600 TCN (cùng với sự phổ biến của công nghệ xe ngựa). Trích dẫn nghiên cứu di truyền năm 2017 thực hiện bởi Lazaridis và cộng sự, "người Minos và người Mycenae khá giống nhau về mặt di truyền, [nhưng] người Mycenae khác với người Minos ở chỗ họ có thêm thành phần di truyền từ tổ tiên có quan hệ với những dân tộc săn bắn-hái lượm ở Đông Âu và Siberia, được thừa kế thông qua một nguồn lân cận có quan hệ với cư dân vùng thảo nguyên Á-Âu hoặc Armenia." Tuy nhiên, Lazaridis et al. thừa nhận rằng nghiên cứu của họ "không giải quyết được cuộc tranh luận" về nguồn gốc người Mycenae. Nhà sử học Bernard Sergent nhận xét rằng vấn đề này sẽ không thể được lý giải nếu chỉ dựa vào mỗi khảo cổ, và phần lớn người theo chủ nghĩa dân tộc Hy Lạp tin rằng người Mycenae nói một ngôn ngữ Minos phi-Ấn-Âu trước khi các văn tự Linear B được giải mã vào năm 1952.
Bất chấp những tranh cãi học thuật nêu trên, các nhà Mycenae học hiện đại quy ước thời kỳ Mycenae bắt đầu từ khoảng năm 1750 TCN, tức là sớm hơn giai đoạn Mộ Hầm (Shaft Graves), có cội nguồn từ bối cảnh văn hóa-xã hội địa phương của thời kỳ đồ đồng sớm và trung trên lục địa Hy Lạp và sự du nhập văn hóa từ đảo Crete thuộc Minos. Tới cuối thời Đồ đồng trung (khoảng 1700/1675 TCN), dân số và các khu định cư trên đất Hy Lạp bùng nổ. Một số trung tâm quyền lực thống trị bởi tầng lớp chiến binh nổi lên ở phía nam lục địa Hy Lạp; cấu trúc định cư điển hình thời bấy giờ là loại nhà megaron sơ khai, tuy vậy cũng có một số cấu trúc phức tạp hơn chính là tiền thân của những phức hợp cung điện xuất hiện sau này. Một số di chỉ thời kỳ này vẫn còn chứng tích của những bức tường phòng thủ khổng lồ.
Các nhà khảo cổ hiện đang khai quật được ngày càng nhiều khu mộ mới hoàng tráng hơn, kèm theo những cổ vật rất quý giá. Điểm đặc trưng của thời kỳ đầu Mycenae là những khu mộ hầm (shaft tomb), hình thức chôn cất tầng lớp tinh hoa phổ biến nhất. Đàn ông địa vị cao thường được mai táng với mặt nạ bằng vàng và áo giáp nghi thức, còn đàn bà thì đội vương miện vàng và vận y phục kèm trang sức thếp vàng. Các khu mộ hầm hoàng gia tại Mycenae, chủ yếu ở Vòng mộ A và B, cho thấy vương triều thống trị nói tiếng Hy Lạp bản địa, và sức mạnh kinh tế của họ phụ thuộc rất lớn vào thương mại đường biển.
Trong thời kỳ này, các trung tâm Mycenae ngày càng gia tăng tiếp xúc với thế giới bên ngoài, đặc biệt là với các trung tâm Cyclades và Minos đảo Crete. Sự hiện diện của người Mycenae dường như được mô tả trên bức bích họa tại Akrotiri, trên đảo Thera, mô tả nhiều chiến binh đội mũ giáp làm từ ngà lợn rừng rất đặc trưng của người Mycenae. Vào đầu thế kỷ 15 TCN, đồ gốm Mycenae xuất hiện ở bờ phía tây Tiểu Á, tại Miletus và Troia, Cyprus, Lebanon, Palestine và Ai Cập.
Vào cuối thời kỳ Mộ Hầm, kiểu mộ an táng hoành tráng hơn cho giới tinh hoa thay thế kiểu mộ hầm cũ, gọi là tholos hay mộ tổ ong: các gian chôn cất có dạng hình tròn lớn, với mái vòm cao và lối vào thẳng được lấp đá hai bên.

### Thời kỳ Koine/Đồ đồng Cung điện (k. 1400 TCN–1200 TCN)

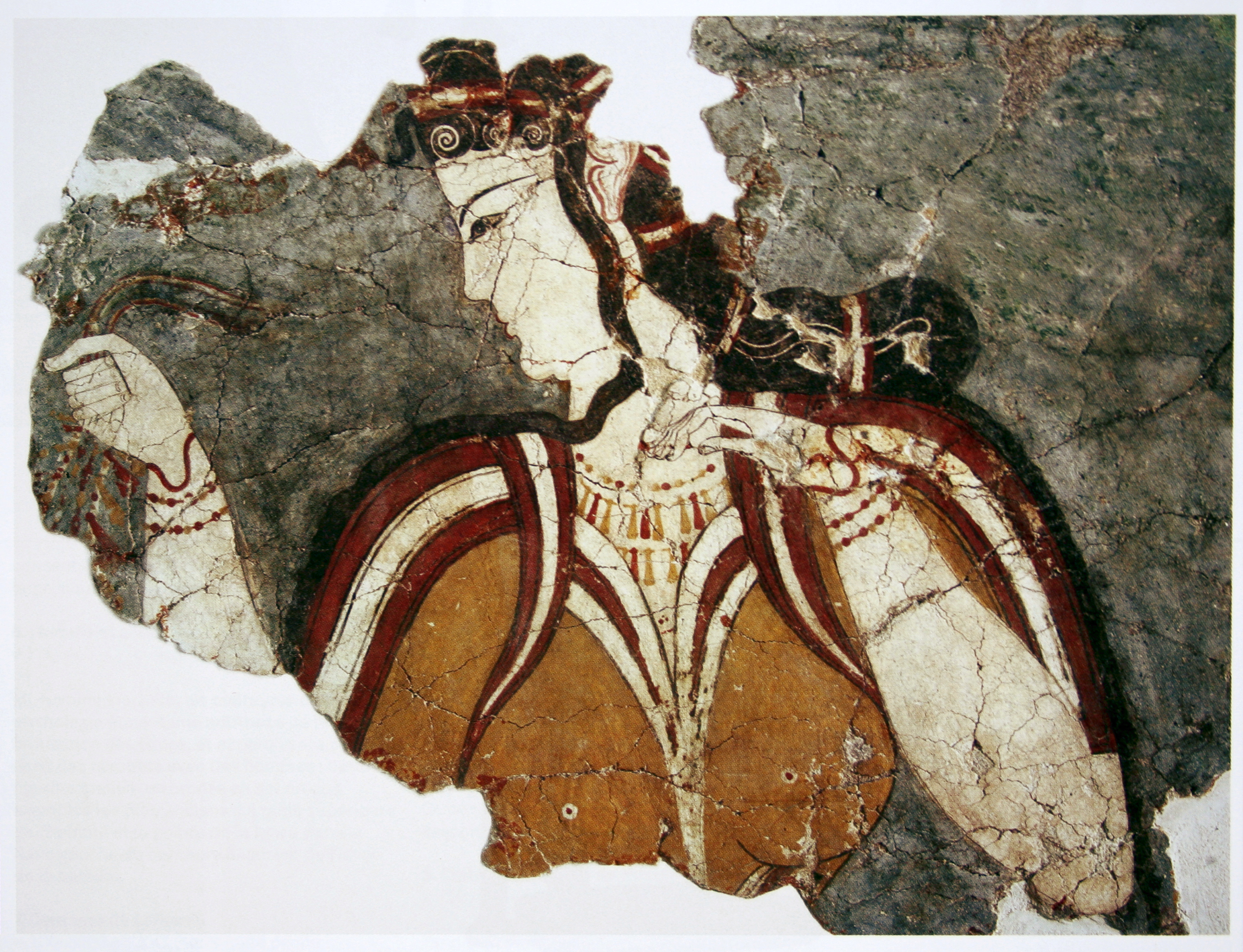
Mảnh bích họa Thiếu phụ Mycenae nhận quà tặng vòng cổ

Vụ phun trào núi lửa Thera, xảy ra vào khoảng năm 1500 TCN dựa trên dữ liệu khảo cổ, đã dẫn đến sự suy tàn của văn minh Minos trên đảo Crete. Tuy nhiên, Erkan Aydar et al. (2021) sử dụng phương pháp C14 hiệu chỉnh, dựa trên mẫu tro núi lửa và bản ghi sóng thần phía tây nam Thổ Nhĩ Kỳ, xác định niên đại của vụ phun trào vào cuối kỷ Hellas I, tức khoảng năm 1633 TCN. Sự biến này đã tạo cơ hội cho người Mycenae mở rộng cầu ảnh hưởng ra khắp vùng Aegea. Khoảng năm 1450 TCN, Mycenae chiếm đóng đảo Crete, và thôn tính nhiều hòn đảo ở Aegea, lan tới tận đảo Rhodes. Người Mycenae trở thành bá quyền khu vực và khởi phát kỷ nguyên Mycenae 'Koine' (tiếng Hy Lạp: Κοινή, nghĩa là "thông dụng, phổ biến, chung"), khi một nền văn hóa duy nhất chi phối toàn bộ lục địa Hy Lạp và Aegea.
Từ đầu thế kỷ thứ 14 TCN trở đi, Mycenae tận dụng thời cơ theo sau sự sụp đổ của văn minh Minos ở Địa Trung Hải và mở rộng mạng lưới thương mại của họ tới đảo Síp, Amman ở Cận Đông, Apulia ở Ý và Tây Ban Nha. Từ khoảng năm 1400 TCN, những ghi chép sớm nhất bằng hệ chữ Linear B tiếng Hy Lạp xuất hiện tại cung điện Knossos, phỏng theo chữ Linear A tiền thân phát minh bởi người Minos. Hệ chữ mới lan rộng khắp Hy Lạp đại lục và cung cấp cho hậu thế những cái nhìn sâu sắc về bộ máy hành chính tại các thị quốc Mycenae. Tuy vậy, bằng chứng khảo cổ hiện giờ vẫn còn quá rời rạc để có thể phục dựng tình hình chính trị tại Hy Lạp thời kỳ đồ đồng.

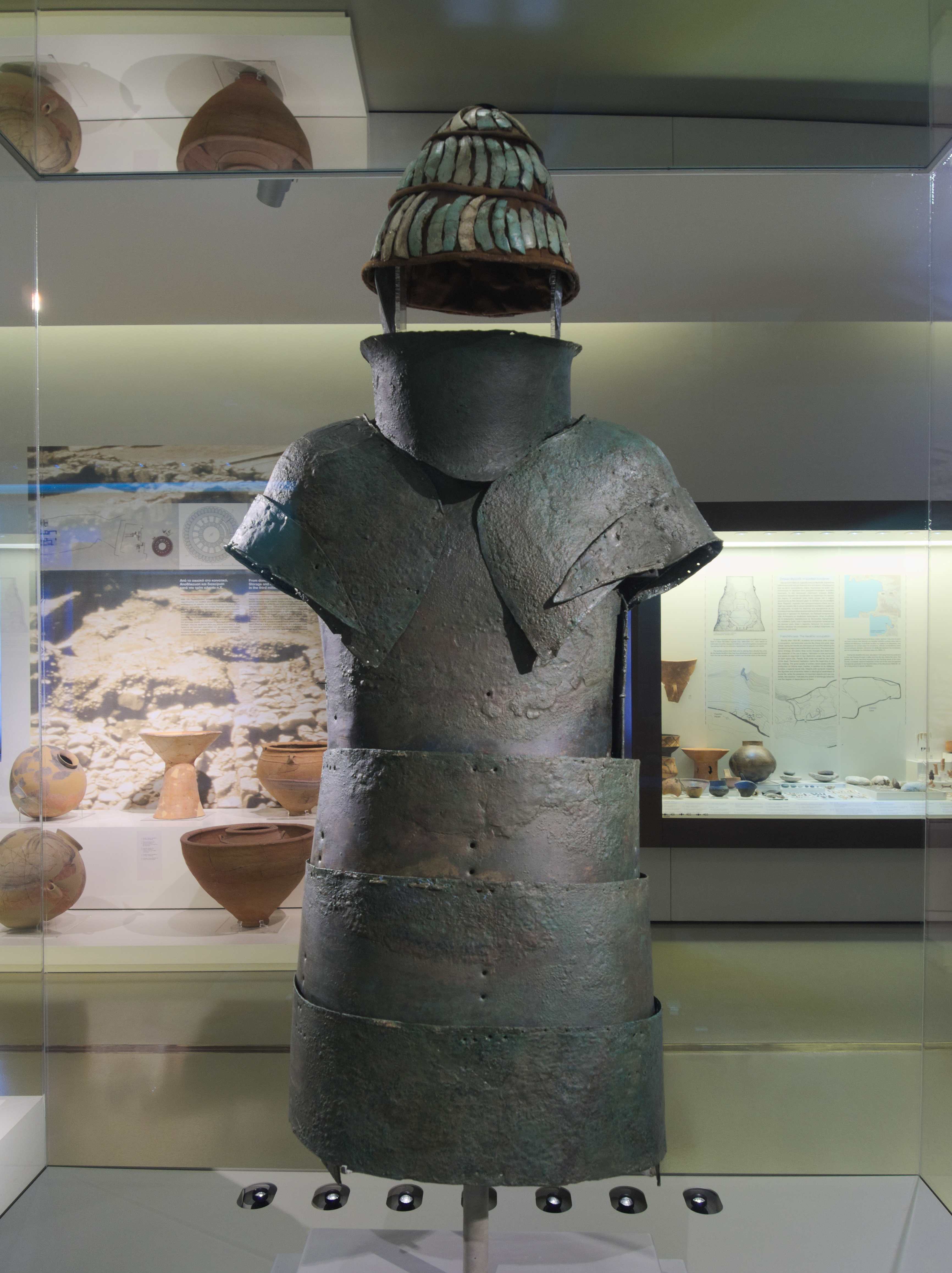
Giáp panoply Mycenae được phát hiện tại Dendra, Argolid, c. 1400 TCN

Các cuộc khai quật khảo cổ tại Miletus, tây nam Tiểu Á, đã phát hiện được một khu định cư Mycenae ở đó vào khoảng năm 1450 TCN, thay thế cơ sở trước đó của người Minos. Di chỉ này trở thành một trung tâm Mycenae cỡ lớn thịnh vượng cho đến thế kỷ 12 TCN. Ngoài các bằng chứng khảo cổ, sự bành trướng của người Mycenae đã được chứng thực từ việc khảo cứu các thư tịch của người Hitti. Họ chép rằng Miletos (Milawata trong tiếng Hitti) là một bản doanh của người Mycenae tại Tiểu Á. Các địa điểm lân cận như Iasus và Ephesus cũng có dấu hiệu bị ảnh hưởng bởi văn hóa Mycenae.
Đồng thời, các cung điện đồ sộ mọc lên như nấm ở các trung tâm Mycenae đại lục. Những cấu trúc cung điện sớm nhất là các tòa nhà kiểu megaron, chẳng hạn như Menelaion ở Sparta, Lakonia. Các cung điện dạng chuẩn có niên đại từ khoảng năm 1400 TCN, cũng là thời điểm các công sự đá hộc dạng Cyclop được dựng lên tại Mycenae và Tiryns. Nhiều cung điện được xây dựng tại Midea và Pylos ở Peloponnese; Athens, Eleusis, Thebes và Orchomenos ở miền Trung Hy Lạp; và trung tâm Mycenae cực bắc Iolcos, ở Thessaly. Cung điện Knossos ở Crete của người Minos được tu bổ thêm một phòng đặt ngai vàng theo phong cách Mycenae. Tất cả các trung tâm dân cư nêu trên đều nằm dưới sự cai quản của các quân chủ, gọi là wanax (Linear B: wa-na-ka) trong tiếng Hy Lạp Mycenae.

#### Can thiệp tại vùng Tiểu Á
Thư tịch Hitti có nhắc đến một chính thể gọi là Ahhiyawa tọa lạc ở tây Tiểu Á từ khoảng năm 1400-1220 TCN. Ahhiyawa nhiều khả năng là tên gọi người Hy Lạp Mycenae trong tiếng Hitti (Homeros gọi người Mycenae là người Achaea), tuy vậy phạm vi địa lý của nó không được nhắc đến một cách chi tiết hơn. Các vị vua Ahhiyawa dường như có vị thế quân sự và ngoại giao ngang hàng với vua Hitti. Hơn nữa, Ahhiyawan có khả năng can thiệp chính sự tại vùng Tiểu Á, ủng hộ các cuộc khởi nghĩa chống-Hitti, hoặc lập các vương chư hầu đế mở rộng tầm ảnh hưởng.

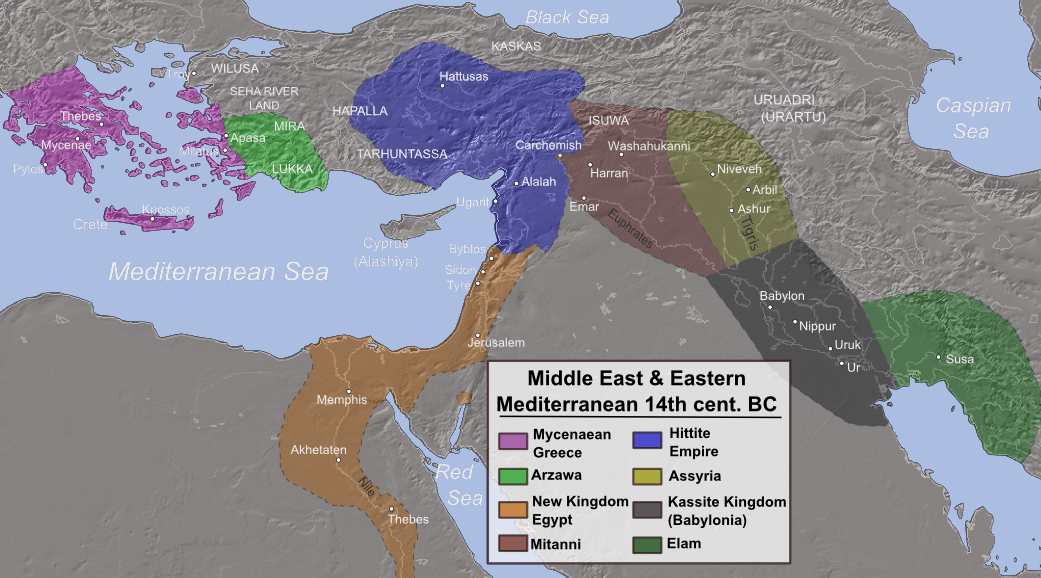
Khu vực Đông Địa Trung Hải và Trung Đông vào khoảng thế kỷ thứ 14 TCN; lãnh thổ Hy Lạp Mycenae được tô màu tía

Vào khoảng năm 1400 TCN, văn liệu Hitti có nhắc đến chiến dịch của của vị tướng Ahhiyawa tên là Attarsiya (có lẽ là phiên âm tiếng Hitti của Atreus tiếng Hy Lạp), tấn công các chư hầu của Hitti ở miền tây Tiểu Á. Khoảng năm 1315 TCN, Ahhiyawa hậu thuẫn cuộc nổi dậy của nước chư hầu Arzawa chống lại Hitti. Cùng thời điểm đó, Ahhiyawa dường như kiểm soát một số hòn đảo ở Aegea theo các cứ liệu khảo cổ. Dưới đời vua Hattusili III của Hitti (khoảng 1267–1237 TCN), vua của Ahhiyawa được tôn là "Vị vua vĩ đại" và sánh bằng các quân chủ vĩ đại thời đồ đồng khác, bao gồm: vua của Ai Cập, Babylon và Assyria. Có lần, một vị thủ lĩnh tên là Piyama-Radu nổi lên chống Hitti, được vua xứ Ahhiyawa ủng hộ, ông quấy nhiễu vùng Wilusa và xâm chiếm đảo Lesbos, mà sau này được cắt cho vương quốc Ahhiyawa.
Tranh chấp Hitti-Ahhiyawa ở Wilusa (tên thành Troia trong tiếng Hitti) có lẽ là bối cảnh lịch sử của văn tập xoay quanh cuộc chiến thành Troia. Do sự bất ổn này, vua Hitti trao đổi thư từ với vua Ahhiyawa để tìm cách khôi phục hòa bình khu vực. Thư tịch Hitti chép rằng Tawagalawa là em trai của vua Ahhiyawa, cái tên đó có lẽ là phiên âm tiếng Hitti của danh xưng Eteocles của tiếng Hy Lạp.

### Thời kỳ Sụp đổ/Đồ đồng Hậu cung điện (k. 1200–1050 TCN)

#### Suy yếu và phục hưng

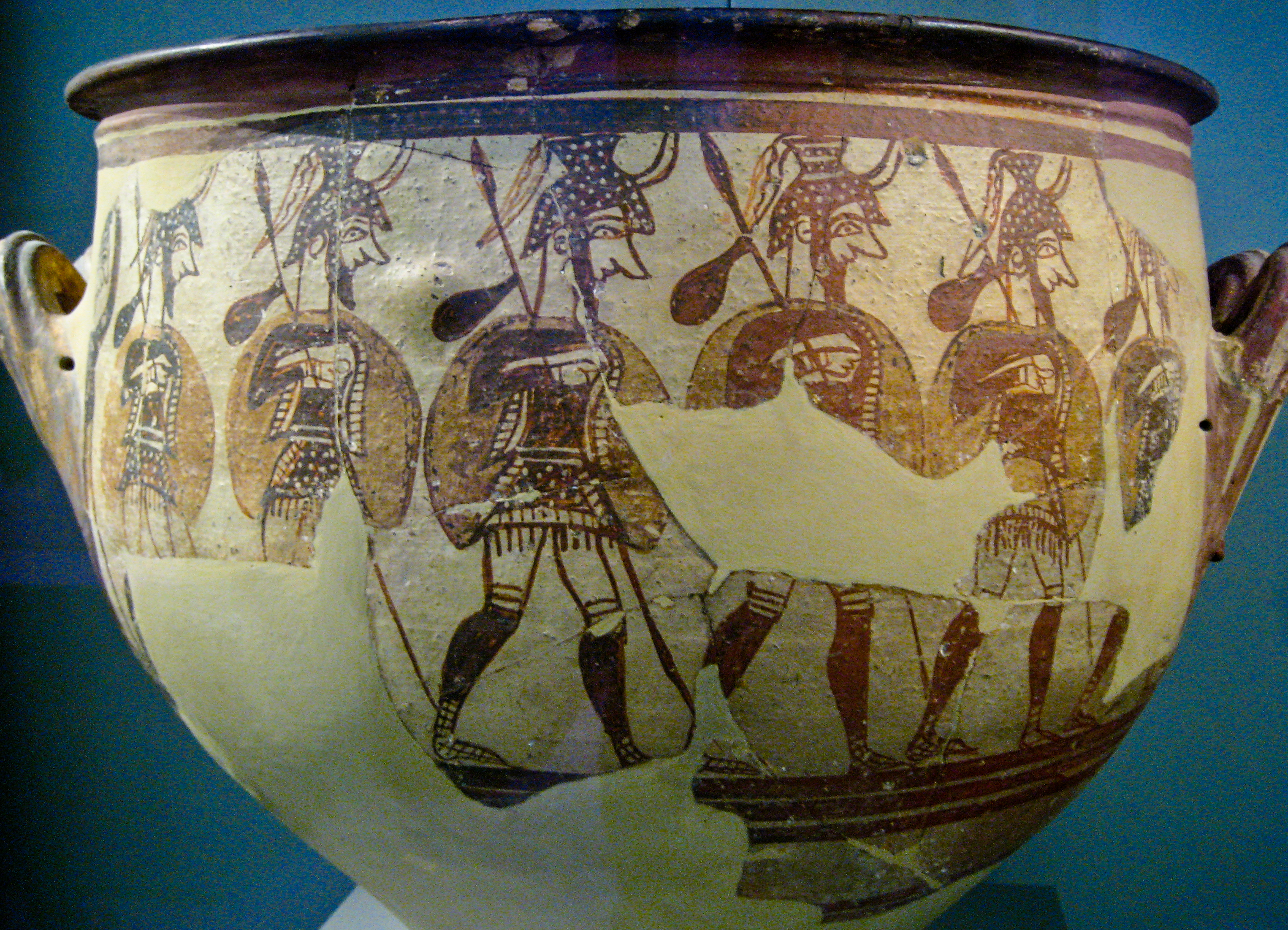
Cuộc diễu binh được mô tả trên mặt Bình Chiến binh, k. 1200 TCN, một bình krater (bình pha rượu hai quai Hy Lạp cổ) từ Mycenae

Khoảng năm 1250 TCN, nhiều thị quốc Hy Lạp bị tổn hại không rõ lý do. Ở Boeotia, Thebes bị thiêu rụi vào cùng năm hoặc muộn hơn một chút. Orchomenos gần đó chịu chung số phận, còn các thành lũy Gla ở Boeotia đều tan hoang. Tại Peloponnese, một số kiến trúc xung quanh thành Mycenae bị tấn công và thiêu rụi.
Sự kiện này có lẽ đã thúc đẩy quy mô và chất lượng các công sự tại Hy Lạp sau này. Trong một số trường hợp, người ta còn đào thêm những đường hầm dẫn đến những bể nước ngầm. Tiryns, Midea và Athens mở rộng hệ thống phòng thủ với những bức tường kiểu cyclop. Thành lũy tại Mycenae được tu bổ kiên cố gấp đôi. Cổng Sư tử tại Mycenae là một phần thành quả của quá trình mở rộng đó.
Theo sau làn sóng hủy diệt nêu trên, văn hóa Mycenae có một thời gian ngắn ngủi phục hưng. Hy Lạp Mycenae vẫn giữ được tầm ảnh hưởng rộng lớn và vẫn được người Hitti đề cao. Khoảng năm 1220 TCN, vua của Ahhiyawa một lần nữa hậu thuẫn cuộc nổi dậy chống Hitti ở phía tây Tiểu Á. Thư tịch Hitti đương thời thông báo các tàu thuyền Ahhiyawa nên tránh các cảng do Assyria kiểm soát, vì một lệnh cấm vận hiện đang được áp đặt lên Assyria. Nhìn chung, vào nửa sau thế kỷ 13 TCN, hoạt động thương mại bên phần phía đông Địa Trung Hải bị suy giảm, phần lớn là bởi tình hình chính trị bất ổn trong khu vực.

#### Sụp đổ
Không có biện pháp phòng thủ nào có thể ngăn chặn được sự tàn phá và sụp đổ cuối cùng của các thành bang Mycenae. Làn sóng hủy diệt thứ hai ập đến với Mycenae vào khoảng năm 1190 TCN hoặc ngay sau đó. Sự kiện này chấm dứt vị thế cường quốc của Mycenae. Quy mô dân số ở các di chỉ bị giảm sút đáng kể trong giai đoạn này. Cung điện Pylos ở tây nam Peloponnese bị phá hủy vào khoảng năm 1180 TCN. Kho văn liệu Linear B ở đó được bảo quản tới thời này bởi sức nóng của ngọn lửa thiêu rụi cung điện, và chúng có đề cập đến một cuộc phòng thủ vội vã, nhưng không nói rõ ai là kẻ tấn công.

#### Nguyên nhân

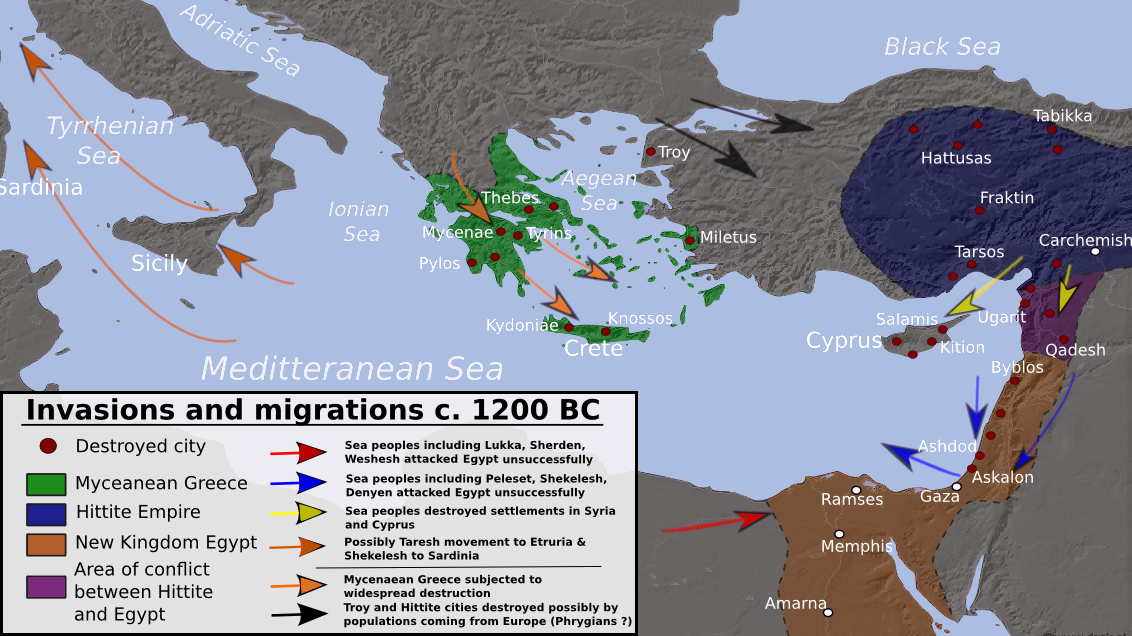
Các cuộc xâm lăng, các cuộc tấn công và các dòng di cư thời kỳ sụp đổ đồ đồng, khoảng năm 1200 TCN

Giới học giả hiện nay có nhiều giả thuyết về nguyên nhân của sự sụp đổ văn minh Mycenae, nhưng vẫn chưa có lời giải thích thỏa đáng nào được đưa ra. Hai giả thuyết phổ biến nhất là sự dịch chuyển dân cư do nạn xâm lăng, hoặc xung đột nội bộ.
Giả thuyết cuộc xâm lược của người Dorian, theo truyền thống Hy Lạp cổ đại, dẫn đến sự kết thúc của thời kỳ Mycenae, được hỗ trợ bởi nhiều bằng chứng khảo cổ, ví dụ như các loại hình chôn cất mới kiểu như mộ kist và sự thay thế tiếng Hy Lạp Mycenae bằng phương ngữ Doric Hy Lạp. Có vẻ như người Dorian đã dần dần di chuyển về phía nam, tàn phá lãnh thổ và thể chỗ các trung tâm dân cư Mycenae. Một loại gốm mới xuất hiện, gọi là "Barbarian Ware" vì nó được cho là thuộc về những kẻ xâm lược từ phương bắc. Mặt khác, sự sụp đổ của Hy Lạp Mycenae trùng với hoạt động của các dân tộc biển ở Đông Địa Trung Hải. Họ gây ra sự tàn phá trên diện rộng ở Tiểu Á và Levant rồi cuối cùng bị pharaon Ramesses III đánh bại vào khoảng năm 1175 TCN. Một nhóm dân thuộc liên minh các tộc Biển trên được gọi là Eqwesh, dường như có liên hệ với vương quốc Ahhiyawa trong các bản khắc của người Hitti.

## Tổ chức chính trị

Tái dựng lãnh thổ các tiểu quốc khoảng năm 1400–1250 TCN tại miền nam Hy Lạp đại lục

### Tiểu quốc cung điện
Các tiểu quốc cung điện Mycenae (palatial states) vẫn được ghi nhớ trong văn học và thần thoại Hy Lạp sau này (ví dụ, Danh mục Tàu thuyền trong Iliad) và đã được xác thực bởi nhiều công trình nghiên cứu khảo cổ. Mỗi tiểu quốc Mycenae sẽ được trị vì từ một cung điện trung tâm. Lãnh thổ của các tiểu quốc sẽ được chia tiếp thành các tỉnh. Mỗi tỉnh lại được chia tiếp thành các da-mo, hay quận. Lãnh thổ của các tiểu quốc dường như tương đối rộng lớn, bao gồm nhiều cung điện và thành lũy bên ngoài lãnh thổ của thành phố chính. Chẳng hạn, Gla tại Boeotia thuộc quyền kiểm soát của thị quốc Orchomenos lân cận. Ngoài ra, cung điện Mycenae có lẽ từng cai trị một lãnh thổ lớn gấp 2-3 lần các tiểu quốc cung điện khác ở Hy Lạp lúc bấy giờ. Lãnh thổ thành Mycenae bao gồm các trung tâm dân cư Tiryns và Nauplion, có vẻ như đều được cai trị bởi thân tộc của vương triều tại Mycenae.
Các văn liệu Linear B được khai quật còn quá rời rạc để tái tạo bối cảnh chính trị thời kỳ Mycenae, và ta vẫn chưa thể phủ nhận hoặc công nhận sự tồn tại của một nhà nước Mycenae thống nhất. Mặt khác, các ghi chép của người Hitti và Ai Cập đương thời dường như chỉ tới một nhà nước Hy Lạp duy nhất dưới quyền một "Vị vua vĩ đại". Dựa trên cứ liệu khảo cổ, các tiểu quốc xưa có lẽ đã liên minh với nhau. Nếu thực sự từng có một nhà nước Hy Lạp Mycenae thống nhất, thì thủ đô của đất nước đó có lẽ là Thebes hoặc Mycenae.

### Xã hội và hành chính
Các thôn làng thời kỳ đồ đá mới (6000 TCN) đóng vai trò nền tảng cho văn hóa chính trị thời kỳ đồ đồng ở Hy Lạp. Phần lớn các văn tự Linear B còn sót lại đều ghi chép các vấn đề hành chính và có tính hệ thống rất cao, với thuật ngữ, tính toán thuế khoán và hậu cần phân phối cực kỳ nhất quán. Kho lưu trữ ở Pylos thường được coi là đại diện tiêu biểu nhất của khái niệm đó.
Quân chủ của một tiểu quốc, gọi là Wanax (ϝάναξ), đảm nhận vai trò tôn giáo, và có lẽ đảm nhận cả vai trò quân sự lẫn pháp trị. Wanax giám sát hầu hết các khía cạnh của sinh hoạt nội cung, từ yến hội tôn giáo đến sự phân phối hàng hóa, thợ thủ công và quân đội. Dưới quyền Wanax là lāwāgetas ("lãnh đạo của nhân dân"), đóng vai trò tôn giáo. Quyền hạn của lāwāgetas chỉ nằm dưới wanax, nhưng đôi khi cũng trùng hợp với wanax. Wanax và lāwāgetas đứng đầu tầng lớp quý tộc quân sự gọi là eqeta. Đất đai thuộc quyền chiếm hữu của wanax được gọi là témenos (te-me-no). Thư tịch Pylos có nhắc đến một người tên là Enkhelyawon nhưng không rõ địa vị, rất có thể là tên một vị vua.
Dưới wanax còn có nhiều chức quan khác, chẳng hạn như ko-re-te (koreter, "đốc"), po-ro-ko-re-te (prokoreter, "đại biểu") và da-mo-ko-ro (damokoros, "kẻ trông nom damos", có lẽ là một chức quan cấp xã). Hội đồng các bô lão được gọi là ke-ro-si-ja (so sánh với γερουσία, gerousía). Quan chức cấp xã thời Mycenae còn được gọi là basileus, song sau này được dùng để chỉ vua chúa.
Xã hội Mycenae dường như được chia thành hai nhóm người tự do: đoàn tùy tùng của nhà vua thực hiện các nhiệm vụ hành chính tại cung điện, và dân đen hay còn gọi là da-mo.

## Kiến trúc

### Cung điện

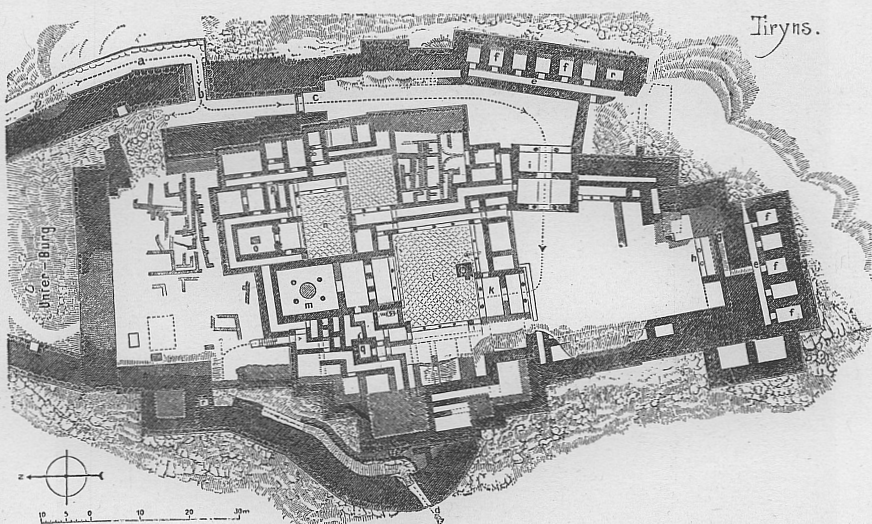
Bản đồ cung điện Tiryns và các công sự phòng thủ bao quanh

Các cung điện ở Mycenae, Tiryns và Pylos được xây dựng trên các đỉnh đồi hoặc mỏm đá, quan sát bao quát cảnh vật xung quanh. Những cung điện được bảo tồn tốt nhất là Pylos và Tiryns. Ở miền Trung Hy Lạp, Thebes và Orchomenos chỉ mới được phát lộ một phần. Cung điện thời kỳ Mycenae tại thủ đô Athens đã bị phá hủy gần như hoàn toàn. Các nhà khảo cổ cũng đã phát hiện một cấu trúc giống cung điện tại Dimini ở Thessaly, có lẽ chính là thành Iolcos cổ đại. Một cung điện Mycenae cũng đã được phát lộ tại Laconia, gần ngôi làng Xirokambi hiện đại.

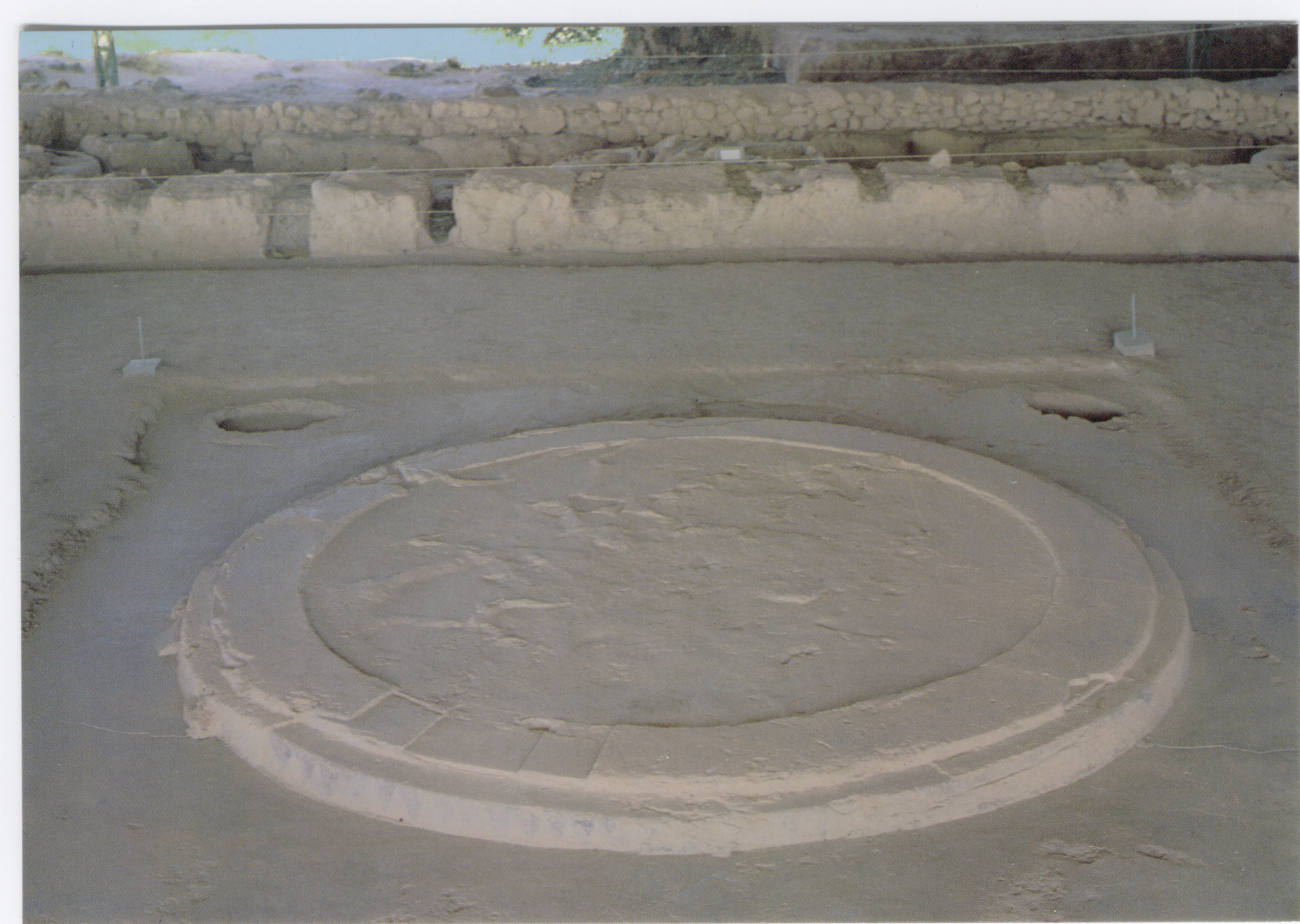
Nền bếp lò ở giữa phòng megaron tại Pylos

Các cấu trúc cung điện trên lục địa Hy Lạp có một số điểm chung. Tâm điểm khía cạnh chính trị xã hội của cung điện Mycenae là phòng megaron, hay còn gọi là phòng ngai vàng. Giữa căn phòng là nền lò bếp, bao quanh bởi bốn cái cột và ngai vàng thường được đặt ở bên phải lối vào phòng. Megaron được trang trí rất xa hoa, phô trương quyền uy của kẻ cai trị. Tranh tường cung điện rất đồng nhất trên toàn Hy Lạp. Các bức tranh tường phác họa các loài thủy sinh như bạch tuộc và cá heo. Trước lối vào megaron là một sảnh (court), dẫn vào bởi propylon. Xung quanh megaron là các  khoảng sân trong lộ thiên dẫn đến các phòng khác nhau, chẳng hạn như nhà kho, thủ công xưởng, sân chầu và khu sinh hoạt.

### Thành lũy

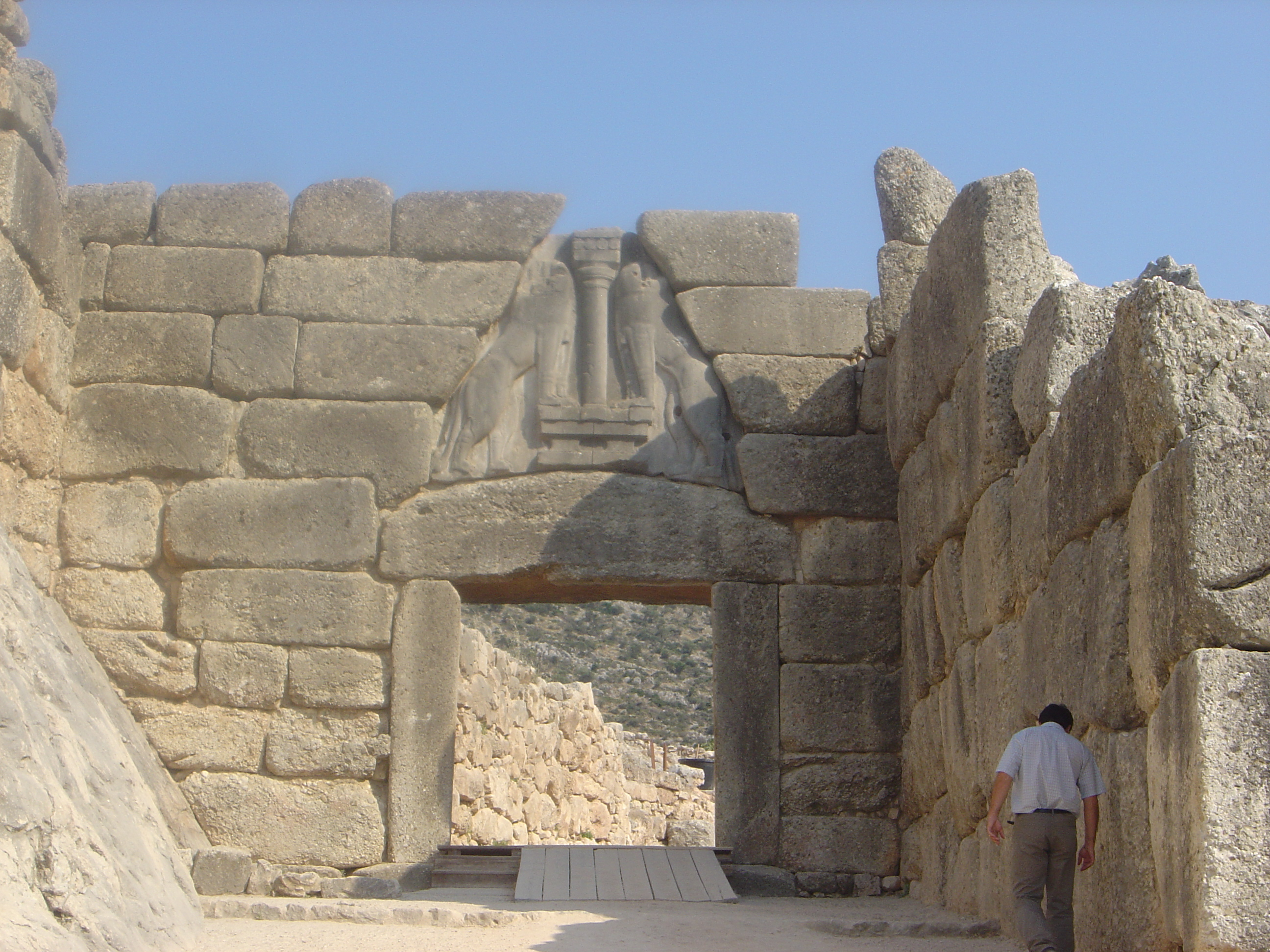
Cổng sư tử tại Mycenae, ta có thể thấy rõ tam giác hạ tải phía trên cổng, đã được khỏa lấp bằng hình hai con sư tử

Các thành lũy thường được xây dựng kèm với các cung điện Mycenae. Các trung tâm dân cư chính đều được phòng thủ rất vững chãi và thường tọa lạc ở nơi cao ráo như Acropolis của Athens, Tiryns và Mycenae, hoặc tại các đồng bằng ven biển như Gla. Người Mycenae đánh giá cao tính biểu tượng của chiến tranh, điều mà được thể hiện thông qua kiến trúc phòng thủ rất đáng gờm của họ.
Người Mycenae sử dụng các khối đá khổng lồ không được cắt đẽo, dày hơn 8 m và nặng tới vài tấn, để xây dựng những bức tường cố thủ, được các nhà khảo cổ học đời sau gọi là kiểu kiến trúc khối đá hộc hoặc khối đá Cyclop (Cyclopean masonry). Họ không sử dụng vữa hoặc đất sét để kết dính các tảng đá với nhau, mà chỉ lấp phần khe bằng đá vôi. Phía trên tường thành đủ rộng để tạo thành một lối đi, với lan can (parapet) phòng thủ hẹp ở mép ngoài và có dạng răng cưa hình vòng. Thuật ngữ Cyclop nguyên là tên người Hy Lạp Cổ điển sau này đặt cho những kiến trúc Mycenae, vì họ cho rằng chỉ những người khổng lồ độc nhãn trong thần thoại mới có khả năng xây những công trình cự thạch như vậy. Tuy vậy, kiểu xây dựng khối đá hộc chỉ xuất hiện xung quanh các cổng lối vào. Người Mycenae biết vận dụng kỹ thuật tam giác hạ tải (relieving triangle) phía trên khối rầm đỡ, đôi khi được khỏa lấp bằng chất liệu đá nhẹ hơn, trong các công trình cự thạch.
Công sự Mycenae chủ yếu được xây dựng theo phong cách khối đá Cyclop, điển hình là các thành Mycenae, Tiryns, Argos, Crisa và Athens; các tảng đá nhỏ hơn được sử dụng ở Midea và các phiến đá vôi lớn được sử dụng ở Gla. Tại các khu định cư Mycenae ở Epirus, Cyprus và phía tây Tiểu Á, các bức tường kiểu Cyclop cũng đã được phát hiện. Các ngôi thành cũng được dựng lên ở các vị trí chiến lược. Hệ thống công sự Mycenae còn bao gồm: bể nước bí mật, đường hầm, cửa phá vây (sally port) và đồn nhô ra (projecting bastion) để bảo vệ các lối vào thành. Cung điện Pylos tuy là trung tâm quyền lực, nghịch lý dường như lại không có tường thành bảo vệ.

### Trích dẫn
1. 1 2 3 4 5 6 7  Knodell 2021, Bảng 1, tr. 7, 65.
2. 1 2 3 4 5 6 7  Lazaridis, Iosif et al. "Genetic origins of the Minoans and Mycenaeans". Nature, 2017 (Supplementary Information, "The Mycenaeans", tr. 2–3).
3. 1 2 3 4 5 6  Fields 2004, tr. 10–11.
4. ↑  "Mycenaean Civilization". World History Encyclopedia (bằng tiếng Anh). Truy cập ngày 29 tháng 7 năm 2021.
5. ↑  Hammond 1976, tr. 139: "Moreover, in this area a small tholos-tomb with Mycenaean pottery of III B style and a Mycenaean acropolis have been reported at Kiperi near Parga, and another Mycenaean acropolis lay above the Oracle of the Dead on the hill called Xylokastro."
6. ↑  Tandy 2001, tr. xii (Hình 1); tr. 2: "The strongest evidence for Mycenaean presence in Epirus is found in the coastal zone of the lower Acheron River, which in antiquity emptied into a bay on the Ionian coast known from ancient sources as Glykys Limin (Hình 2-A)."
7. ↑  Borza 1992, tr. 64: "The existence of a Late Bronze Age Mycenaean settlement in the Petra not only confirms its importance as a route from an early period, but also extends the limits of Mycenaean settlement to the Macedonian frontier."
8. ↑  Aegeo-Balkan Prehistory – Mycenaean Sites
9. 1 2  Castleden 2005, tr. 192.
10. ↑  van Wijngaarden 2002, Phần II: The Levant, tr. 31–124; Bietak & Czerny 2007, Sigrid Deger-Jalkotzy, "Mycenaeans and Philistines in the Levant", tr. 501–629.
11. ↑  van Wijngaarden 2002, Phần III: Cyprus, tr. 125–202.
12. ↑  Peruzzi 1980; van Wijngaarden 2002, Phần IV: The Central Mediterranean, tr. 203–260.
13. ↑  Morris 1996, "Greece: Dark Age Greece", tr. 253–256.
14. ↑  Nếu muốn kiểm định tính chính xác của bối cảnh "Mycenae" trong các tác phẩm của thi hào Homeros, tìm đọc cuốn The World of Odysseus, 1954 của Moses I. Finley.
15. ↑  "The Bronze Age on the Greek Mainland: Early Bronze Age – Early Helladic I". Athens: Foundation of the Hellenic World. 1999–2000.
16. ↑  Burns 2010, tr. 92: "The most famous object from Shaft Grave V, if not all of Mycenaean Greece, is the gold mask popularly known as the "mask of Agamemnon"."
17. ↑  Sergent 1982, tr. 672.
18. ↑  Wright 2008, tr. 230: "Scholars during much of the twentieth century CE argued for a break between the Early and Middle Bronze Ages, theorizing in particular the arrival of Indo-European speaking peoples at this time. Research in the past thirty years, though, shows that despite destruction and abandonment of some settlements after EH II and EH III, the transition between these periods shows many signs of continuity [...] Furthermore, the succeeding transition between EH III and MH I seems to have been less abrupt than previously thought, with evidence of continuity in some of the ceramics and lithic traditions at Lerna [...] Likewise, it was thought through the 1970s that the shaft graves at Mycenae announced a dramatic cultural change beginning in LH I (with some scholars even arguing that Indo-European Greek speakers arrived at this time), but this view no longer prevails. We often cannot distinguish MH III from LH I, and frequently refer to assemblages as MH III/LH I, because the society that was developing into what we commonly refer to as Mycenaean civilization had deep roots in the indigenous Middle Helladic cultural forms [...]"
19. 1 2  Dickinson 1977, tr. 32, 53, 107–108; Dickinson 1999, tr. 97–107.
20. ↑  Littauer & Crouwel 1996, tr. 299: "The Shaft Graves of Mycenae themselves do not mark a new dynasty imposed from outside, as Drews and other scholars would have it; nor do they represent a sudden clear break with the Middle Helladic past. The tombs indicate the rise of vigorous local chieftains who became a warrior élite."
21. 1 2 3 4  Schofield 2006, tr. 31.
22. ↑  Schofield 2006, tr. 51.
23. ↑  Schofield 2006, tr. 48.
24. ↑  Schofield 2006, tr. 32.
25. ↑  Dickinson 1977, tr. 53, 107; Littauer & Crouwel 1996, tr. 297–305.
26. ↑  Schofield 2006, tr. 67.
27. ↑  Schofield 2006, tr. 64–68.
28. ↑  Castleden 2005, tr. 97; Schofield 2006, tr. 55.
29. ↑  Chadwick 1976, tr. 12.
30. ↑  Aydar và đồng nghiệp 2021, tr. 586–597.
31. ↑  Tartaron 2013, tr. 28.
32. 1 2  Schofield 2006, tr. 71–72.
33. ↑  Schofield 2006, tr. 75.
34. 1 2 3  Kelder 2010, tr. 8.
35. ↑  Tartaron 2013, tr. 21.
36. ↑  Kelder 2010, tr. 50, 52.
37. 1 2  Bryce 2005, tr. 361.
38. ↑  Castleden 2005, tr. 194: "The Mycenaean colonies in Anatolia were emphatically confined to a narrow coastal strip in the west. There were community-colonies at Ephesus, Iasos and Miletus, but they had little effect on the interior..."
39. ↑  Kelder 2010, tr. 108–109.
40. 1 2 3  Beckman, Bryce & Cline 2012, tr. 6.
41. ↑  Kelder 2010, tr. 119–120.
42. ↑  Bryce 2005, tr. 59; Kelder 2010, tr. 23.
43. ↑  Bryce 2005, tr. 129, 368.
44. ↑  Bryce 2005, tr. 193.
45. ↑  Kelder 2010, tr. 26.
46. ↑  Bryce 2005, tr. 58; Kelder 2010, tr. 119–120.
47. ↑  Bryce 2005, tr. 224.
48. 1 2  Kelder 2010, tr. 27.
49. ↑  Bryce 2005, tr. 361, 364.
50. ↑  Bryce 2005, tr. 290.
51. 1 2  Kelder 2010, tr. 34.
52. 1 2  Cline 2014, tr. 130.
53. 1 2  Castleden 2005, tr. 219.
54. 1 2 3  Freeman 2014, tr. 126.
55. ↑  Kelder 2010, tr. 33.
56. ↑  Kelder 2010, tr. 32.
57. ↑  Tartaron 2013, tr. 20.
58. ↑  Cline 2014, tr. 129.
59. ↑  Tartaron 2013, tr. 18.
60. ↑  Mylonas 1966, tr. 227–228.
61. ↑  Mylonas 1966, tr. 231–232.
62. ↑  Drews 1993, tr. 49.
63. 1 2  Kelder 2010, tr. 9.
64. ↑  Kelder 2010, tr. 97.
65. ↑  Kelder 2010, tr. 8–9.
66. ↑  Kelder 2010, tr. 45, 86, 107.
67. ↑  Kelder 2010, tr. 86–87.
68. ↑  Thomas 1995, tr. 350.
69. 1 2 3 4  Chadwick 1976, Chương 5: Social Structure and Administrative System, tr. 69–83.
70. 1 2  Kelder 2010, tr. 11.
71. ↑  Fields 2004, tr. 57.
72. ↑  Chadwick 1976, tr. 71–72.
73. ↑  δῆμος. Liddell, Henry George; Scott, Robert; A Greek–English Lexicon at the Perseus Project.
74. 1 2  Fields 2004, tr. 19
75. ↑  Cline 2012, tr. 485
76. ↑  Ταράντου, Σοφία (ngày 28 tháng 4 năm 2009). "Βρήκαν μυκηναϊκό ανάκτορο". Ethnos.gr. Truy cập ngày 25 tháng 9 năm 2013.
77. 1 2 3 4  Kelder 2010, tr. 109
78. ↑  Fields 2004, tr. 21
79. ↑  Kelder 2010, tr. 110
80. 1 2 3 4  Fields 2004, tr. 10.
81. ↑  Schofield 2006, tr. 78.
82. 1 2 3  Fields 2004, tr. 11.
83. ↑  Tandy 2001, tr. 20: "In LH IBBB (ca. 1310-1190), Mycenaean material culture spread widely throughout coastal and inland Epirus; in this period Mycenaean engagement in Epirus was strongest, both quantitatively and qualitatively. Though the Kiperi tholos may have gone out of use early in LH IIIB, the Cyclopean wall found there, as well as those at Ephyra, Kastriza, and Ayia Eleni, cannot have been built (and probably after) LH IIIB."
84. ↑  Iacovou 2013, tr. 610. Iacovou trích lời của Vassos Karageorghis rằng "The introduction of 'Cyclopean'-type walls at the very beginning of the LC IIIA period at Enkomi, Kition, Sinda and Maa-Palaeokastron was due to the arrival of Mycenaean settlers in Cyprus."
85. ↑  Kelder 2010, tr. 127.
86. ↑  Fields 2004, tr. 44.